# Bazylika Narodzenia Najświętszej Maryi Panny w Xagħra
Bazylika Narodzenia Najświętszej Maryi Panny (malt. Knisja Kolleġġjata Bażilika ta' Marija Bambina, ang. Basilica of the Nativity of Our Lady) – jest to rzymskokatolicki kościół parafialny w Xagħra na Gozo, w Republice Malty. Aktualny budynek kościoła zbudowany został w latach 1815–1855, na miejscu mniejszego, pochodzącego z XVII wieku. Kopuła dobudowana została w 1892. Kościół został kolegiatą w 1900, zaś bazyliką w 1967.

## Historia

### Najstarszy kościół
Pierwszym kościołem parafialnym w Xagħra był kościół pod wezwaniem św. Antoniego Opata. Zbudowany w XIII wieku, kościołem parafialnym wioski został 28 kwietnia 1688. Budynek ten wciąż istnieje, chociaż w ciągu wieków został znacznie powiększony.

### Drugi kościół parafialny
W późnych latach XVII wieku, na miejscu dzisiejszego budynku zbudowany został nowy kościół parafialny. Powstał on na życzenie biskupa Davide Cocco Palmieri, na terenie podarowanym przez Wielkiego Mistrza Gregorio Carafę, za fundusze przekazane przez kilku Sycylijczyków. Budowę kościoła ukończono 12 maja 1692, pierwotnie był on poświęcony Matce Bożej Łaskawej. 9 października 1692 zmieniono jego wezwanie na Narodzenie Najświętszej Maryi Panny. Zaczął być również ogólnie znany jako kościół Matki Bożej Zwycięskiej (Our Lady of Victory).
Historia retabulum głównego ołtarza jest niejasna, lecz wygląda na to, że została przywieziona z Isli w okresie 1744–51. Artysta Carlo Zimech mógł poczynić pewne modyfikacje, aby można było umieścić nastawę w nowym miejscu, chociaż czasem to jemu przypisywane jest jej wykonanie.

### Aktualna świątynia
Liczba mieszkańców wioski wzrastała, i na początku XIX wieku kościół zrobił się za mały, by móc pomieścić wiernych. W 1813 proboszcz kościoła Vincenzo Cauchi podarował 500 scudi na budowę nowego kościoła, jednocześnie przekonując mieszkańców, by zebrali więcej funduszy. Nowy kościół został zaprojektowany przez siostrzeńca proboszcza, kanonika Salv Bondiniego, który sporządził plany za darmo. Budowla miała zostać postawiona obok starego kościoła, który miano zburzyć po zakończeniu prac przy nowym. Niestety, rozpoczęcie prac wstrzymała epidemia dżumy, która wybuchła w 1814, i zabiła 104 mieszkańców Xagħra, w tym proboszcza Cauchiego.

Kamień węgielny pod nowy kościół położono 2 października 1815, lecz budowa postępowała powoli, głównie z powodu braku funduszy.

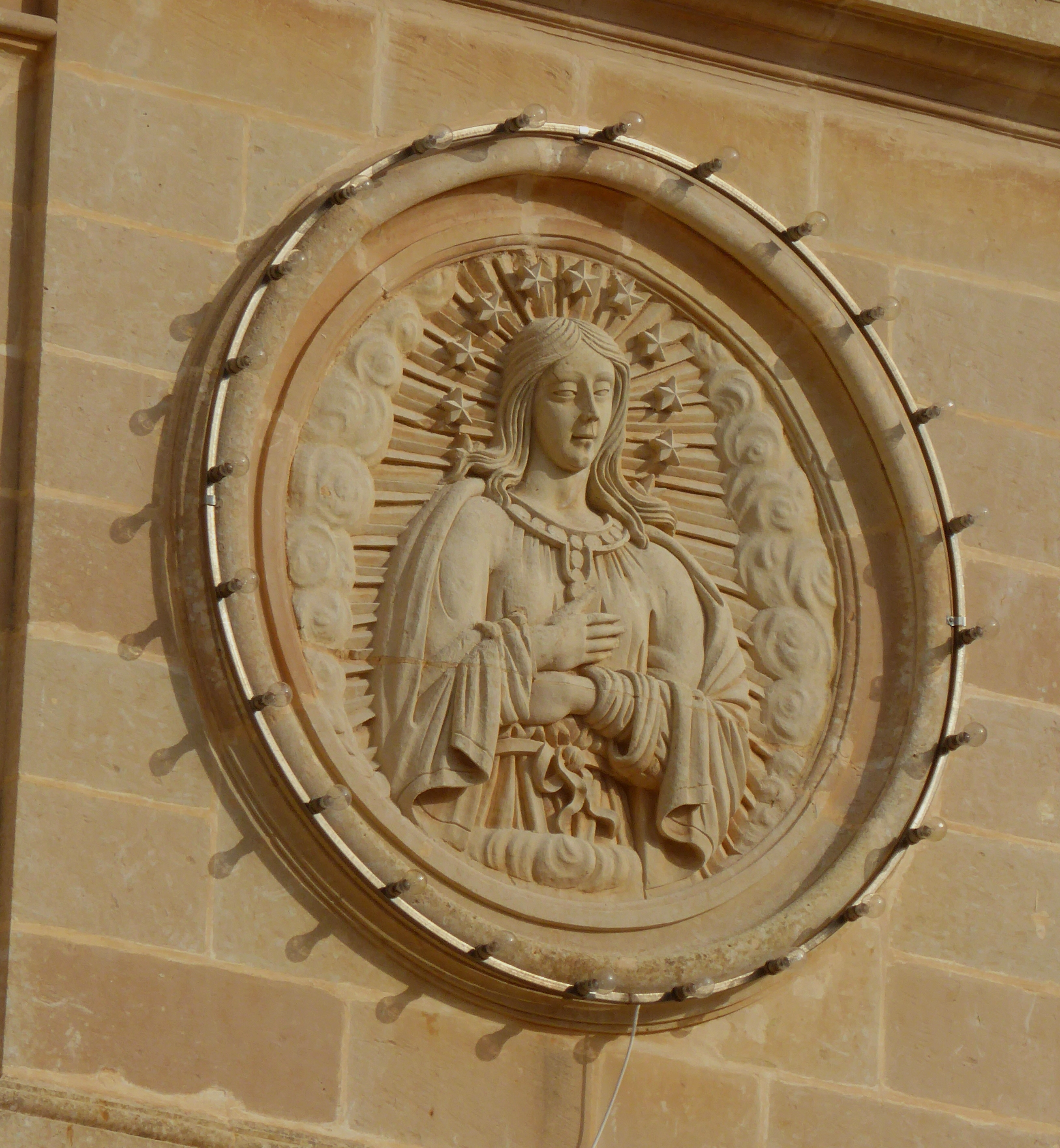
Płaskorzeźba na fasadzie kościoła, przedstawiająca Matkę Bożą.

Kiedy Michael Franciscus Buttigieg został proboszczem w Xagħra, podarował kwotę 2100 scudi na budowę kościoła. Biskup Malty, Publio Maria Sant, przekazał 4731 scudi, zaś kolejne 1000 scudi zostało zebrane. Do 1849 zbudowane zostało prezbiterium, fasada, ściany boczne oraz jedna z dzwonnic. Stary kościół został zburzony 20 listopada 1850, a częściowo postawiony budynek nowego zaczął być wykorzystywany w celach religijnych, będąc poświęconym 10 sierpnia 1851. Z wyjątkiem kopuły, budowa świątyni została zakończona 5 stycznia 1855, zaś pierwszą mszę świętą odprawiono 14 lutego 1855. Całkowity koszt budowy osiągnął kwotę 70 000 scudi, z czego 46 000 stanowiła darmowa praca mieszkańców.

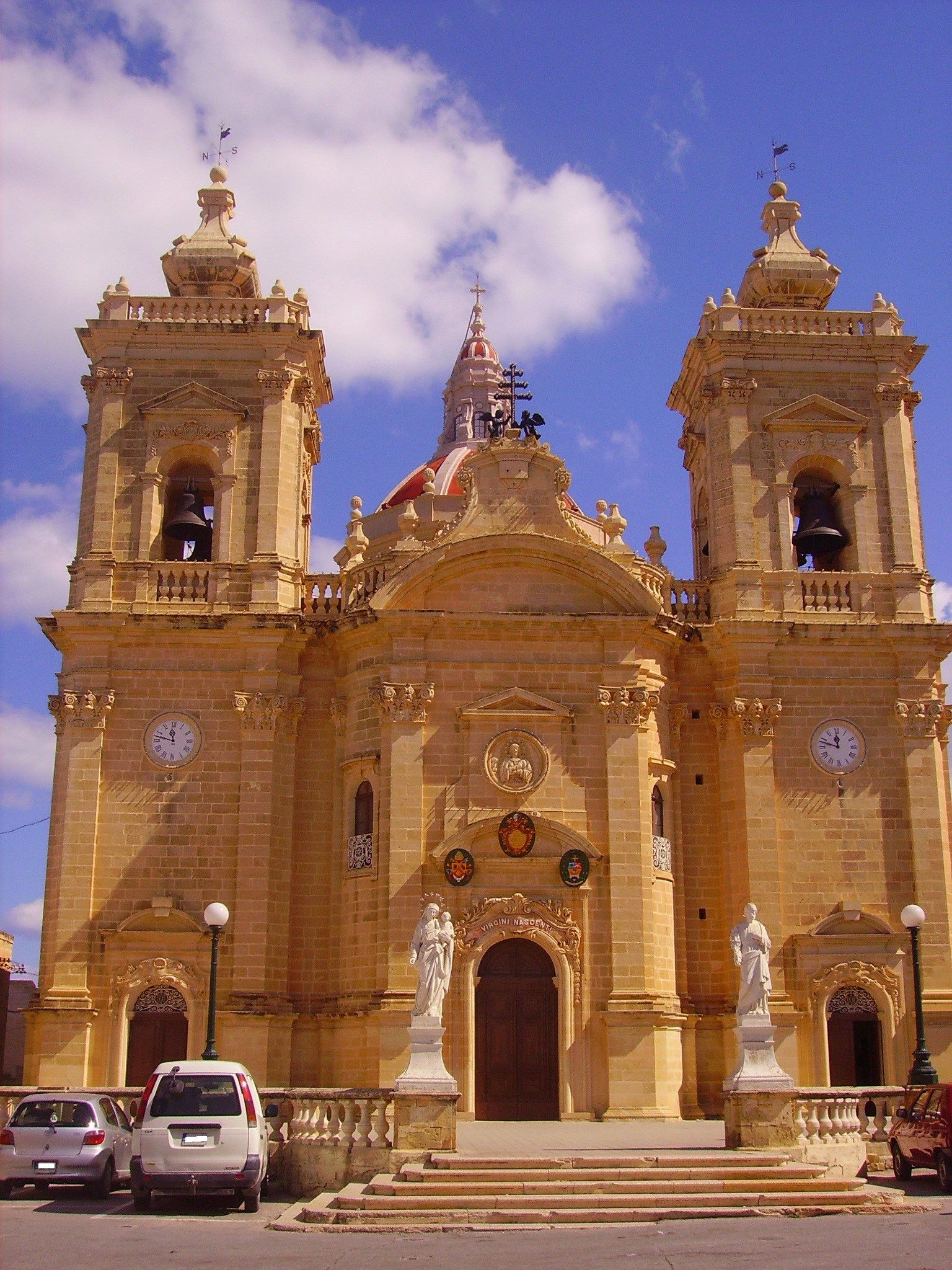
Fasada bazyliki

Kościół został konsekrowany 26 maja 1878 przez biskupa Gozo, Pietro Pace. Budowę kopuły rozpoczęto 17 maja 1892, zakończono ją 25 października tego samego roku. Budowę nadzorował i prowadził Wiġi Vella z Żebbuġ, a mieszkańcy brali czynny w niej udział.
11 marca 1893 kościół otrzymał status archiprezbiterialnego, zaś 17 marca 1900 został kolegiatą. Tytuł bazyliki uzyskał 26 sierpnia 1967.

### Odnowienie kościoła
W latach 2000–2003 wykonane zostało kilka prac renowacyjnych kościoła. Obejmowały one prace przy dzwonnicach oraz położenie hydroizolacji na dachu kościoła i kopule. Prace nadzorował architekt Saviour Micallef.

## Architektura

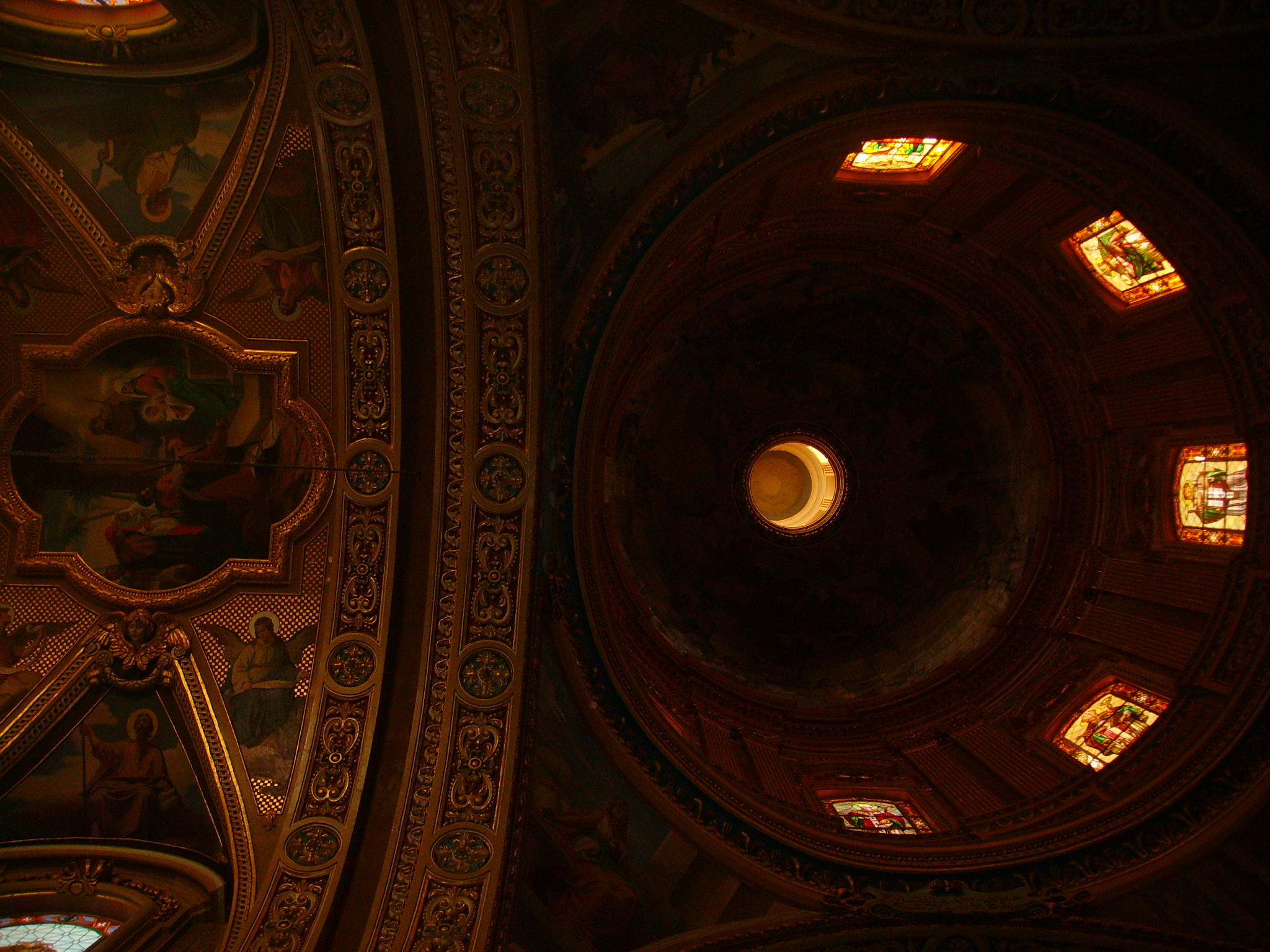
Wnętrze kopuły z witrażami, oraz fragment dekoracji sufitu

Fasada kościoła ma wysoki cokół i jest podzielona na trzy części, z centralną wystającą. Każda część zawiera portal ozdobiony listwami i segmentowymi naczółkami. Nad środkowymi drzwiami znajduje się medalion z reliefem Matki Boskiej, zwieńczony trójkątnym naczółkiem. Górna kondygnacja części centralnej zawiera kolejny podzielony łuk i edykułę zwieńczoną krzyżem. Brzegi każdej zatoki zdobione są pilastrami z jońskimi kapitelami.
Kościół posiada dwie dzwonnice, umieszczone na górnym poziomie bocznych części fasady. Na każdej wieży jest zegar, znajdujący się ponad pustą częścią fasady. Kościół ma też kopułę.
Na obszernym placu przed kościołem stoją dwie statuy.
Wnętrze świątyni udekorowane jest marmurem, okna zawierają witraże.

## Ochrona dziedzictwa kulturowego
Budynek kościoła umieszczony jest na liście National Inventory of the Cultural Property of the Maltese Islands pod nr 01107.